# Michael Basman
Michael Basman est un joueur d'échecs britannique né le 16 mars 1946 à St Pancras (Londres) et mort le 26 octobre 2022. 
Maître international depuis 1980, il est l'auteur de nombreux livres sur les ouvertures du jeu d'échecs. Il est connu pour être l'un des principaux théoriciens du début Grob et l'un des seuls joueurs à avoir joué la défense Borg à haut niveau.

## Biographie et carrière
Né à Londres en 1946, d'un père arménien. Michael Basman gagna le championnat britannique junior (moins de 21 ans) en 1963. Il finit 3e puis 5e du tournoi de Hastings en 1966 puis en 1967 derrière Mikhaïl Botvinnik et Wolfgang Uhlmann.
Il représenta l'Angleterre lors de cinq olympiades universitaires (championnats du monde par équipe des étudiants de moins de 26 ans) de 1965 à 1970, remportant la médaille de bronze par équipe en 1967 et la médaille d'argent par équipe en 1970 (les deux jouant au premier échiquier). À l'olympiade d'échecs de 1968 disputée à Lugano, Michael Basman marque 6,5 points en onze parties comme deuxième échiquier de réserve.
En 1973, il finit premier ex æquo du Championnat d'échecs de Grande-Bretagne mais perd le départage contre William Hartston.
Michael Basman obtient le titre de maître international en 1980.

## Publications
Spécialiste des ouvertures irrégulières, Michael Basman a publié :
- (en) Play the St. George Defence, Pergamon chess openings, 1982 (ISBN 0-08-029718-8)
- (en) Chess Openings, Crowood, 1987 (ISBN 0-946284-74-1)
- (en) The Killer Grob, Pergamon chess openings, 1989 (ISBN 0-08-037131-0)
- (en) Batsford Chess Course, Batsford, 1990 (ISBN 0020303777, lire en ligne )
- (en) Batsford Second Chess Course, Batsford, 1992 (ISBN 0-71-3464755)
- (en) The New St. George, Cadogan Books, 1993 (ISBN 1857440196)
- (en) Super.Activ: Chess, HodderChildren's Books, 2000 (ISBN 0340791624)
- Echec et mat : Un guide à l'usage des jeunes joueurs, Dorling Kindersley Jeunesse, 2001
- (en) Chess for Kids, DK Children, 2006 (ISBN 0-75-6618-07X)